# Nell Hall Hopman
Eleanor »Nell« Mary Hall Hopman, avstralska tenisačica, * 9. marec 1909, Sydney, Avstralija, † 10. januar 1968, Hawthorn, Viktorija, Avstralija.
V posamični konkurenci je največji uspeh dosegla v letih 1939 in 1947, ko se je uvrstila v finale turnirja za Prvenstvo Avstralije, kjer sta jo premagali Emily Hood Westacott in Nancye Wynne Bolton. Na turnirjih za Amatersko prvenstvo Francije, Prvenstvo Anglije in Nacionalno prvenstvo ZDA se je najdlje uvrstila v tretji krog. V konkurenci ženskih dvojic je leta 1954 osvojila turnir za Amatersko prvenstvo Francije skupaj z Maureen Connolly in se trikrat uvrstila v finale turnirja za Prvenstvo Avstralije. V konkurenci mešanih dvojic se je skupaj z možem Harryjem Hopmanom petkrat uvrstila v finale turnirja za Prvenstvo Avstralije in ga štirikrat osvojila, enkrat se je uvrstila tudi v finale turnirja za Prvenstvo Anglije.

## Finali Grand Slamov

### Posamično (2)

#### Porazi (2)
| Leto | Turnir                   | Nasprotnica v finalu | Rezultat finala |
| 1939 | Prvenstvo Avstralije     | Emily Hood Westacott | 1–6, 2–6        |
| 1947 | Prvenstvo Avstralije (2) | Nancye Wynne Bolton  | 3–6, 2–6        |

### Ženske dvojice (4)

#### Zmage (1)
| Leto | Turnir                       | Partnerica       | Nasprotnici v finalu          | Rezultat finala |
| 1954 | Amatersko prvenstvo Francije | Maureen Connolly | Maude Galtier Suzanne Schmitt | 7–5, 4–6, 6–0   |

#### Porazi (3)
| Leto | Turnir                   | Partnerica           | Nasprotnici v finalu                  | Rezultat finala |
| 1935 | Prvenstvo Avstralije     | Louise Bickerton     | Evelyn Dearman Nancy Lyle             | 3–6, 4–6        |
| 1937 | Prvenstvo Avstralije (2) | Emily Hood Westacott | Thelma Coyne Long Nancye Wynne Bolton | 2–6, 2–6        |
| 1955 | Prvenstvo Avstralije (3) | Gwen Thiele          | Mary Bevis Hawton Beryl Penrose       | 5–7, 1–6        |

### Mešane dvojice (6)

#### Zmage (4)
| Leto | Turnir                   | Partner      | Nasprotnika v finalu                | Rezultat finala |
| 1930 | Prvenstvo Avstralije     | Harry Hopman | Marjorie Cox Crawford Jack Crawford | 11–9, 3–6, 6–3  |
| 1936 | Prvenstvo Avstralije (2) | Harry Hopman | May Blick Abe Kay                   | 6–2, 6–0        |
| 1937 | Prvenstvo Avstralije (3) | Harry Hopman | Dorothy Stevenson Don Turnbull      | 3–6, 6–3, 6–2   |
| 1939 | Prvenstvo Avstralije (4) | Harry Hopman | Margaret Wilson John Bromwich       | 6–8, 6–2, 6–3   |

#### Porazi (2)
| Leto | Turnir               | Partner      | Nasprotnika v finalu            | Rezultat finala |
| 1935 | Prvenstvo Anglije    | Harry Hopman | Dorothy Round Little Fred Perry | 5–7, 6–4, 2–6   |
| 1940 | Prvenstvo Avstralije | Harry Hopman | Nancye Wynne Bolton Colin Long  | 5–7, 6–2, 4–6   |